# Zênite
Zênite (português brasileiro) ou zénite (português europeu), em astronomia, é o termo técnico (também usado em trigonometria) que designa o ponto (imaginário) interceptado por um eixo vertical (imaginário) traçado a partir da cabeça de um observador (localizado sobre a superfície terrestre) e que se prolonga até a esfera celeste. O ponto (sobre a esfera celeste) traçado por um eixo vertical de sentido oposto recebe o nome de nadir.
Em trigonometria, para fins de navegação astronômica, é um dos três pontos referenciais que formam um triângulo de posição e onde se encontra o observador. O zênite também é a linha imaginária que parte do observador e sempre aponta para o ponto mais elevado da abóbada celeste.

## Origem

Zênite é um ponto imaginário (localizado sobre a esfera celeste) interceptado pela vertical traçada a partir da cabeça de um observador (conforme o desenho). Nadir é o ponto diametralmente oposto.

A palavra zênite deriva da leitura desatenta da expressão árabe سمت الرأس (samt ar-ra's), significando "direção da cabeça" ou "caminho acima da cabeça". Essa tradução ou transliteração, para o latim medieval, feita por escribas da Idade Média durante o século XIV. A expressão foi incorretamente reduzida para 'samt' ("direção") e escrita como 'senit'/'cenit' pelos escribas.

## Aplicações
- O termo zênite também pode ser usado para definir o ponto mais alto no céu por onde o objeto (caso fosse a ponta de um lápis) celeste riscaria a abóbada em sua trajetória ao redor do observador.
- Na astronomia, zênite e nadir definem um dos eixos do Sistema horizontal de coordenadas, nele a altura de um objeto é medida, em graus, a partir do horizonte até a linha imediatamente acima do observador, logo a altura do zênite corresponde sempre a 90° e portanto integrada aos pontos cardeais.

## Zênite solar
É o mesmo aplicado no planeta Terra, nesse caso trata-se de um ponto de referencia particular (só serve para uma pessoa) o qual é coincidente na abóbada celeste, com a vertical que parte logo acima da cabeça desse observador "desde que ele esteja estacionado na superfície do sol" .

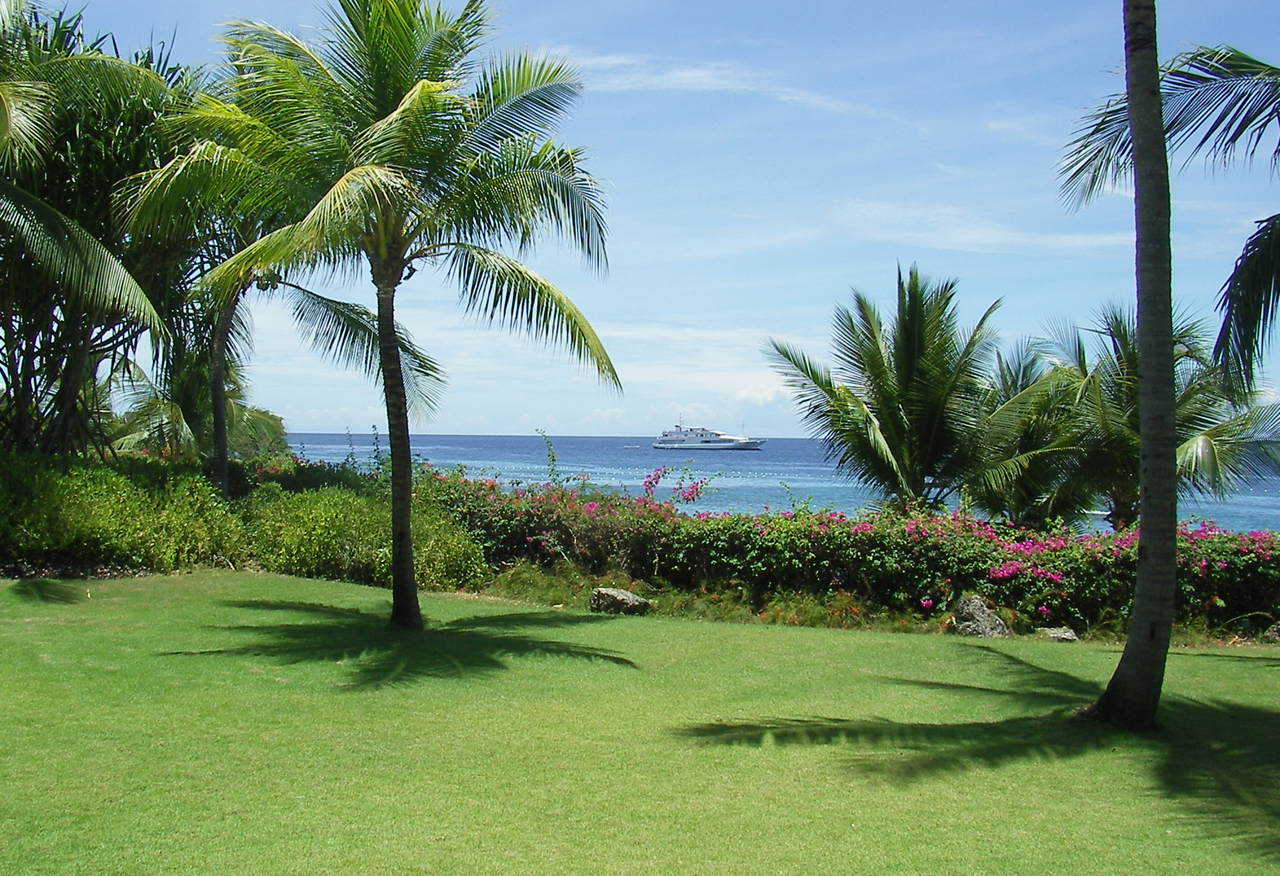
Com o sol diretamente acima das árvores (no zênite). Isso acontecerá somente ao meio-dia se o observador está no mesmo paralelo de
declinação que o sol.

Embora sem sentido, o zênite (ou no caso Nadir) desse observador (e de mais ninguém) que coincide com a projeção dos raios solares Sol sobre a Terra ocorrem anualmente duas vezes, somente entre as latitudes localizadas entre os trópicos de Câncer e de Capricórnio, não ocorrendo jamais em latitudes superiores.
A tabela a seguir indica as datas nas quais ocorreu o alinhamento dos raios solares com o meio do fuso, em algumas latitudes dos anos de 2010 e 2011.
| Latitude Sul       | Zênite 2010 | Zênite 2011 | Difer. dias |
| ------------------ | ----------- | ----------- | ----------- |
| 23°26’ Trop. Capr. | 22 de dez.  | 22 de dez.  | 0           |
| 22,5°              | 6 de dez.   | 8 de jan.   | 33          |
| 21°                | 26 de nov.  | 18 de jan.  | 53          |
| 20°                | 22 de nov.  | 22 de jan.  | 61          |
| 19,5°              | 19 de nov.  | 25 de jan.  | 67          |
| 18°                | 13 de nov.  | 31 de jan.  | 79          |
| 16.5°              | 8 de nov.   | 5 de fev.   | 89          |
| 15°                | 3 de nov.   | 10 de fev.  | 99          |
| 13,5°              | 29 de out.  | 15 de fev.  | 109         |
| 12°                | 24 de out.  | 20 de fev.  | 119         |
| 10°                | 19 de out.  | 24 de fev.  | 128         |
| 9°                 | 16 de out.  | 28 de fev.  | 135         |
| 7°                 | 11 de out.  | 4 de mar.   | 144         |
| 6°                 | 8 de out.   | 6 de mar.   | 149         |
| 5°                 | 6 de out.   | 8 de mar.   | 153         |
| 3,5°               | 2 de out.   | 12 de mar.  | 161         |
| 2,5°               | 29 de set.  | 15 de mar.  | 167         |
| 1,5°               | 27 de set.  | 17 de mar.  | 171         |
| 1°                 | 25 de set.  | 19 de mar.  | 175         |
| 0° Equador         | 22 de set.  | 21 de mar.  | 180         |

Aqui temos a tabela com as latitudes Norte aproximadas e datas dos zênites, considerando-se 2011
| Latitude Norte      | 1.º semestre | 2.º semestre | Difer. dias |
| ------------------- | ------------ | ------------ | ----------- |
| 23°26’ Trop. Câncer | 20 de jun.   | 20 de jun.   | 0           |
| 23°                 | 1 de jul.    | 8 de jun.    | 23          |
| 22°15’              | 10 de jul.   | 30 de maio   | 41          |
| 20°                 | 20 de jul.   | 19 de maio   | 62          |
| 19°                 | 25 de jul.   | 15 de maio   | 71          |
| 18°15’              | 31 de jul.   | 9 de maio    | 83          |
| 17°                 | 5 de ago.    | 4 de maio    | 93          |
| 15°30’              | 10 de ago.   | 29 de abr.   | 103         |
| 14°                 | 15 de ago.   | 24 de abr.   | 113         |
| 12°                 | 20 de ago.   | 21 de abr.   | 113         |
| 10°45’              | 25 de ago.   | 18 de abr.   | 129         |
| 9°45’               | 28 de ago.   | 15 de abr.   | 135         |
| 8°                  | 2 de set.    | 10 de abr.   | 145         |
| 6°45’               | 5 de set.    | 7 de abr.    | 151         |
| 5°45’               | 8 de set.    | 4 de abr.    | 157         |
| 4°                  | 12 de set.   | 31 de mar.   | 165         |
| 3°                  | 13 de set.   | 28 de mar.   | 171         |
| 2°                  | 18 de set.   | 26 de mar.   | 176         |
| 1°                  | 20 de set.   | 24 de mar.   | 180         |
| 0° Equador          | 22 de set.   | 21 de mar.   | 185         |